# Of/Of

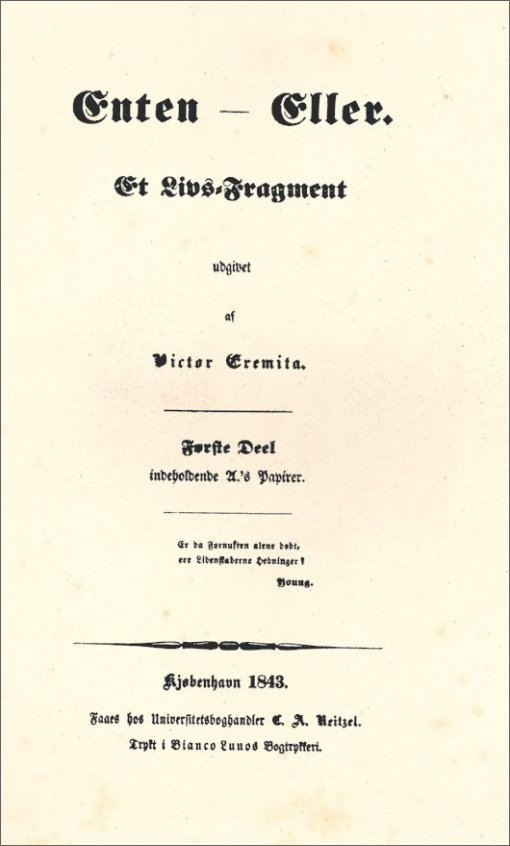
Titelpagina van Of/Of

Of/Of (originele Deense titel: Enten-Eller) is de titel van het eerst gepubliceerde werk van de Deense filosoof en theoloog Søren Kierkegaard. Het verscheen onder het pseudoniem Victor Eremita bij uitgeverij C.A. Reitzel in Kopenhagen op 20 februari 1843. De recentste kritische uitgave in het Deens is die van het Søren Kierkegaard Forskningscentret (Søren Kierkegaard Onderzoeksinstituut) bij uitgeverij Gads Forlag in Kopenhagen. Deze verscheen in 1997 in de serie Søren Kierkegaards Skrifter ("Søren Kierkegaards Geschriften").
De nog steeds gebruikte Duitse vertaling is van Emanuel Hirsch. Entweder-Oder, zoals Hirsch de titel vertaalde, stamt uit 1956 en werd uitgegeven in de serie Gesammelte Werke bij Eugen Diederichs Verlag Düsseldorf. De meest recente Nederlandse vertaling is van Annelies van Hees . Zij vertaalde het werk als Of - Of. Het werd in 2023 uitgegeven bij uitgeverij Damon in Eindhoven.

## Inhoud
Het werk valt in twee delen uiteen. Veelal wordt het ook in twee delen uitgegeven. Ook de oorspronkelijke uitgave van 1843 kende twee banden. Hieronder zal duidelijk worden, dat het daarbij erom draait onderscheid te maken tussen twee (gefingeerde!) auteurs. Het geheel wordt ingeleid door de fictieve redacteur "Victor Eremita". 

### Woord vooraf en verhouding van de delen
In het woord vooraf van de redacteur wordt de toon gezet voor de rest van het werk. De filosofische stelling van Hegel (het uitwendige is het inwendige en het inwendige het uitwendige) wordt van een logische een existentiële uitspraak. De kritiek op Hegel krijgt hiermee meteen vorm. Ontwikkeling in het menselijke bestaan is geen logische, glijdende ontwikkeling, maar gaat gepaard met breuken en sprongen, pijn en verdriet. 
Het woord vooraf zet het werk meteen in zijn historische context: de romantiek. Het geschrift is mysterieus. De gefingeerde redacteur heeft een aantal papieren gevonden in een antiquarisch aangeschafte secretaire. Hij heeft z'n best gedaan de papieren te redigeren. Twee aparte stijlen tekenen zich erin af. Deze stijlen schrijft hij toe aan twee hem onbekende auteurs. Voor het gemak duidt hij ze aan als A en B. Voor de rest is hij niet verantwoordelijk voor de inhoud van de papieren. 
De twee (of drie) delen verhouden zich op een eigenaardige manier tot elkaar. Er wordt door de schrijver van het tweede deel (B) een sprong gevraagd aan de schrijver van het eerste deel (A). Daarmee wordt er teruggekoppeld naar de inleiding en de kritiek op Hegel.

### Eerste deel (Enten/Ofwel)
Het eerste deel schrijft de gefingeerde redacteur dus toe aan een hem onbekende schrijver, die hij voor het gemak aanduidt als A. Deze meneer A. is beduidend jonger dan de schrijver van het tweede deel, meneer B. De verhouding tussen de twee lijkt enigszins op die van vader en zoon, hoewel de relatie complexer is dan dat. 
Meneer A. is een jonge estheet. Zijn geschrift(en) bevatten dan ook allerlei esthetische bespiegelingen over poëzie, de klassieke tragedie, klassieke muziek e.d. Het geheel valt in acht stukken uiteen.
Het eerste stuk bevat een aantal korte aforismen. Ze staan onder het kopje "Diapsalmata". De titel lijkt afgeleid van de Griekse vertaling van het Hebreeuwse "sela". De antieke Griekse vertaling van het Oude Testament, de Septuagint, vertaalt "sela" uit de Hebreeuwse tekst van de Psalmen als Diapsalma: tussenspel of pauze. Het zijn stuk voor stuk heel directe dichterlijk gecomponeerde fragmenten over een gevoel of een reflectie op het menselijk bestaan.
Het tweede stuk is een kort essay over de onmiddellijke erotische stadia, of over het muzikaal-erotische. Het stuk gaat dieper in op de muziek van Wolfgang Amadeus Mozart. Hij is het die het muzikaal-erotische ontwikkelt. De stadia lopen uit op een behandeling van de Don Giovanni van Mozart, die in zijn muzikale bewerking als het hoogste onmiddellijk-erotische stadium wordt gezien.
Het derde stuk is een essay dat de reflectie van het antiek-tragische in het modern tragische behandelt. Het wil de tragedie als begrip op een hegeliaanse manier behandelen. Een vergelijking van de klassieke met de moderne tragedie moet de ontwikkeling van het tragische en daarmee het eigenlijk tragische laten zien.
Het vierde stuk uit de papieren van A. draagt de frivole ondertitel "Psychologisch tijdverdrijf". Dat geeft iets aan van de esthetische gezindheid van A. Er worden een aantal vrouwelijke karakters behandeld, die slachtoffer werden van de grote esthetici uit de wereld van de fictie. Marie Beaumarchais hoort bij Goethe's Clavigo. Donna Elvira is het slachtoffer van Don Giovanni. Gretchen werd verleid door Faust.
Het vijfde stuk behandelt het idee van de ongelukkigste. Het knoopt aan bij het graf dat als opschrift "de ongelukkigste" heeft. Het zou ergens in Engeland liggen. Om te zien wie deze ongelukkigste nu wel niet was, heeft men het eens opgegraven. Het graf bleek leeg. Juist dat nu zou de ongelukkigste situatie zijn. De dood verlangen, die maar niet komt. 
Het zesde stuk behandelt een "lustspel" van J.L. Heiberg: "De eerste Liefde." Het is een poging om het begrip de eerste liefde als esthetische categorie te ontwikkelen.
Het zevende deel heeft als titel "Wisselbouw". Het is een koddige uiteenzetting over verveling en het vervelende. De grondstelling waarmee het stuk begint, "alle mensen zijn vervelend", is het negatieve, dat alles in beweging moet zetten, zoals dat bij Hegel ook steeds gebeurde.
Het achtste stuk is het "Dagboek van de Verleider". De geschiedenis van Johannes de Verleider en Cordelia wordt verhaald aan de hand van het dagboek van Johannes. Hij is een gewetenloze verleider, die Cordelia naar de hoogste toppen van het erotisch genot wil voeren. Als zij zich daar volledig aan hem gegeven heeft, verlaat hij haar. Zoals de titel suggereert gaat het om notities in een dagboek, maar daarnaast zijn er ook brieven van de vrouw aan haar verleider opgenomen. Binnen "Of" is het gepresenteerd als een soort casestudy over de wijze waarop een esthetisch leven geleid kan worden, een manier om poëtisch te leven eerder dan ethisch.
Samengevat: het eerste deel bevat korte essays, voordrachten en opstellen, die zich allemaal op de esthetica betrekken en dat op esthetische wijze doen: humoristisch, uitdagend, koddig, etc. Alle begrippen bewegen zich tussen vervoering en verveling. Daarmee heeft Kierkegaard in dit eerste deel van het hoofdwerk het zogenaamde esthetische levensstadium geschetst.

### Tweede deel (Eller/Ofwel)
Het tweede deel van Kierkegaards belangrijke werk schrijft de gefingeerde redacteur toe aan een meneer B. Later komen we erachter dat hij een getrouwd man is met een openbare functie: rechter Wilhelm.
Hij schrijft in zijn papieren twee lange brieven aan meneer A., de jonge estheet. Daarin verdedigt hij de esthetische waarde, het esthetisch recht van het huwelijk. In de tweede behandelt hij het evenwicht tussen de esthetische en ethische ontwikkeling van de persoon.
In heel zijn behandeling van zowel het ene als het andere onderwerp ligt de nadruk op het fragmentarische karakter van het leven van meneer A. Niet alleen teksten zijn fragmentarisch – denk aan de aforismen uit het eerste deel – maar ook zijn leven bestaat uit episodes, scènes uit een toneelstuk, die A. zorgvuldig redigeert. Rechter Wilhelm behandelt bv. hoe hij een tweetal oude dames "helpt", omdat het een "mooie" situatie oplevert.
Met zijn brieven wil rechter Wilhelm A. niet dwingen, maar wel bewegen tot een keuze, een sprong. Deze keuze of sprong is de keuze voor zichzelf. Dat vereist misschien enige toelichting.
Kies voor jezelf, klinkt vandaag de dag als: denk ook een beetje aan jezelf, of als: in deze moeilijke situatie moet je eerst je eigen belangen in het oog houden. Dat bedoelt rechter Wilhelm niet, als hij A. aanspoort zichzelf te kiezen of voor zichzelf te kiezen. 
Rechter Wilhelm wil veeleer dat A. heel zijn verleden, heel zijn geschiedenis op zich neemt en daarvoor de verantwoordelijkheid neemt. Het esthetische levensstadium was fragmentarisch. Al deze fragmenten, episodes uit het leven van een individu worden tot een geheel als men zichzelf kiest, als men daarvoor de verantwoordelijkheid neemt. En juist dat wil rechter Wilhelm, dat A. zal doen. Het einde van het tweede deel eindigt dan ook met een "Ultimatum". Rechter Wilhelm stelt A. een ultimatum. Blijf zoals je bent: fragmentarisch, of word iemand! Maar dan moet je ook de sprong maken en jezelf serieus nemen.
Dit ultimatum heeft de vorm van een preek. De preek draagt als titel: "Het opbouwende van de gedachte, dat we voor God altijd ongelijk hebben". Daarin fundeert rechter Wilhelm de sprong voor A. Wil hij zichzelf serieus nemen, dan waagt hij de sprong naar de plicht. Verantwoordelijkheid nemen, jezelf kiezen, jezelf serieus nemen, is toegeven dat je tegenover God altijd ongelijk hebt. Geen uitvluchten meer, maar erkennen: tegenover God sta ik altijd in het ongelijk. De plicht drukt altijd op de schouders.
Samengevat: Het tweede deel bevat een tweetal brieven en een preek. Ze behandelen een heel andere en nieuwe vorm van bestaan. Het fragmentarische van het esthetische stadium, maakt plaats voor de "eeuwige plicht" en de verantwoordelijkheid van het ethische stadium. De begrippen wijzen hier in de richting van verantwoordelijkheid, plicht en de keuze voor zichzelf. Kierkegaard heeft hiermee het ethische levensstadium geschetst.